# Ramush Haradinaj
Ramush Haradinaj (ur. 3 lipca 1968 w Glodjane w rejonie Dečani) – kosowski polityk. W latach 2004–2005 i od 9 września 2017 do 3 lutego 2020 premier Kosowa.

## Życiorys
Ukończył studia prawnicze na uniwersytecie w Prisztinie. W 1987 odbył służbę w armii jugosłowiańskiej. W roku 1989 wyemigrował z Kosowa do Lucerny. Tam pracował jako robotnik budowlany, ale działał też w Narodowym Ruchu na rzecz Kosowa. Według źródeł serbskich w roku 1996 przeszedł szkolenie w obozach UÇK w rejonie Tropoi, a w 1997 przekroczył nielegalnie granicę z Kosowem i rozpoczął organizowanie akcji zbrojnych w rejonie Dećanu. Rok później został dowódcą UCK w strefie operacyjnej Dukagjini. Od 1999 zastępca dowódcy Korpusu Ochrony Kosowa – Agima Çeku. W 2001 należał do założycieli partii o nazwie Sojusz dla Przyszłości Kosowa. W parlamencie Kosowa przewodniczył komisji spraw międzynarodowych.
3 grudnia 2004 wybrany premierem rządu Kosowa. Oskarżany przez Międzynarodowy Trybunał Karny dla byłej Jugosławii o popełnienie zbrodni wojennych Haradinaj w marcu 2005 roku zrezygnował z urzędu premiera. 26 lutego 2007 r. wyjechał do Hagi, gdzie 5 marca rozpoczął się proces. Był oskarżany o udział w zabójstwie 39 osób we wrześniu 1998 r. w rejonie Glodjane. Po kilku miesiącach pobytu w więzieniu został z niego zwolniony do czasu ponownego podjęcia jego sprawy przez Trybunał. 3 kwietnia 2008 r. został oczyszczony z zarzutów i uwolniony. Kilku świadków powołanych przez prokuraturę (w tym gen. Božidar Delić, działacz Serbskiej Partii Radykalnej) odmówiło składania zeznań przed Trybunałem. W 2010 Trybunał zdecydował się wznowić proces Haradinaja. 21 lipca 2010 został on aresztowany i przewieziony do Hagi. W czasie trwania procesu 19 potencjalnych świadków oskarżenia straciło życie w niejasnych okolicznościach. 29 listopada 2012 Haradinaj został ponownie uniewinniony z powodu braku dowodów na popełnienie przypisywanych mu czynów. Pomimo uniewinnień władze Serbii podtrzymywały zarzuty wobec Haradinaja. W styczniu 2017 r. Haradinaj został zatrzymany na lotnisku Bazylea-Miluza-Fryburg na podstawie serbskiego nakazu aresztowania, co spotkało się z protestem władz Kosowa. 4 lipca 2019 odwiedził Polskę (w ramach Western Balkans Summit odbywającego się w Poznaniu).
W 2014 został wyróżniony tytułem Honorowego Obywatela Tirany.
Dwukrotnie żonaty. Z pierwszego małżeństwa ma syna Shkëlzena. Z drugą żoną Anitą, dziennikarką telewizyjną, ma dwoje dzieci, syna i córkę. Dwaj bracia Haradinaja, Luan i Shkelzen, walczyli w szeregach UÇK i zginęli w walce z Serbami. Trzeci z jego braci, Enver, zginął w kwietniu 2005 w strzelaninie ulicznej.
Na podstawie rozmów o latach młodości, które przeprowadził z Haradinajem dziennikarz Bardh Hamzaj powstała książka – Opowieść o wojnie i wolności (wyd. Prisztina 2000). W 2009 zrealizowano film dokumentalny The Trial, poświęcony procesowi Haradinaja (reż. Rob O’Reilly i John Murphy).